# Nataša Drenčić-Jerković
Nataša Drenčić-Jerković (Dubrovnik, 15. ožujka 1948.), hrvatska sportska djelatnica, predsjednica, sutkinja i aktivna skakačica Kluba za skokove u vodu Trešnjevka. 

## Životopis
Rođena je u Dubrovniku, gdje je završila osnovnu i srednju školu. Diplomirala je na Fakultetu za fizičku kulturu u Zagrebu. Bavila se klasičnim baletom, gimnastikom, plivanjem, a s KUD-om Linđo bilježi nastupe i na Dubrovačkim ljetnim igrama.
Najveće sportske rezultate postiže u skokovima u vodu. Šest puta je prvakinja Jugoslavije, 15 puta osvaja prva mjesta na natjecanjima u Hrvatskoj, na Balkanskim igrama u Bukureštu 4. mjesto, a kasnije na istom natjecanju u Sofiji 5. mjesto.
Od 1976. radi kao profesorica tjelesne i zdravstvene kulture u III. gimnaziji u Zagrebu. Od 1996. godine ponovo se natječe u skokovima u vodu kao veteranka i postiže zapažene rezultate. Od 2001. godine predsjednica je, sutkinja i aktivna skakačica Kluba za skokove u vodu Trešnjevka. 
2006. godine dobitnica je diplome "Zaslužni kineziolog" Hrvatskog kineziološkog saveza u znak priznanja za višegodišnji uspješni rad.
Državna nagrada za šport "Franjo Bučar" dodijeljena joj je za 2007. godinu.